# Alexander Wilkie
Alexander Wilkie (30 septembre 1850 - 2 septembre 1928) est un homme politique du parti travailliste Écossais, député de Dundee. Avec le dundonien George Nicoll Barnes, Wilkie est l'un des premiers députés travaillistes élus en Écosse ,.

## Biographie
Wilkie est né à Fife en 1850 et, jusqu'à sa carrière politique, est charpentier de navire . Wilkie est connu pour son travail au sein du mouvement travailliste en tant que secrétaire général de l'Association des constructeurs navals et des constructeurs navals. Il aide à former le Comité de représentation du travail et visite les États-Unis comme membre de la Commission Mosely en 1902.
Il se présente sans succès dans la circonscription de Sunderland aux élections générales de 1900  mais est élu à la Chambre des communes aux élections générales de 1906 comme l'un des deux députés de Dundee. On fait valoir que l'élection de Wilkie est une partie importante d'un processus plus large de changement politique à Dundee, qui voit l'électorat de la ville passer du soutien du Parti libéral au soutien du Parti travailliste .
Pendant qu'il est député, Wilkie est administrateur du University College, de Dundee et du Dundee Technical College and School of Art . Il contribue à The Tocsin, un périodique mensuel qui soutient le Parti travailliste à Dundee et est édité par Joseph Lee .
De 1908 à 1922, son collègue en tant que député de Dundee est un futur premier ministre britannique, puis député libéral Winston Churchill. Aux élections générales de 1918, Wilkie et Churchill sont soutenus par les unionistes locaux ainsi que par leurs propres organisations de parti. Dans le cas de Wilkie, cela reflète à la fois le fait que ses opinions politiques se sont déplacées vers la droite depuis 1914 ainsi que son soutien à l'implication britannique dans la Grande Guerre ,. Le Glasgow Herald note en 1918 que Wilkie n'a «jamais été considéré comme un socialiste enragé» et a gagné le soutien de nombreux électeurs libéraux dans le passé en raison de ses opinions «modérées».
Il ne se représente pas aux élections générales de 1922 .